# 赫尔辛基-马尔米机场

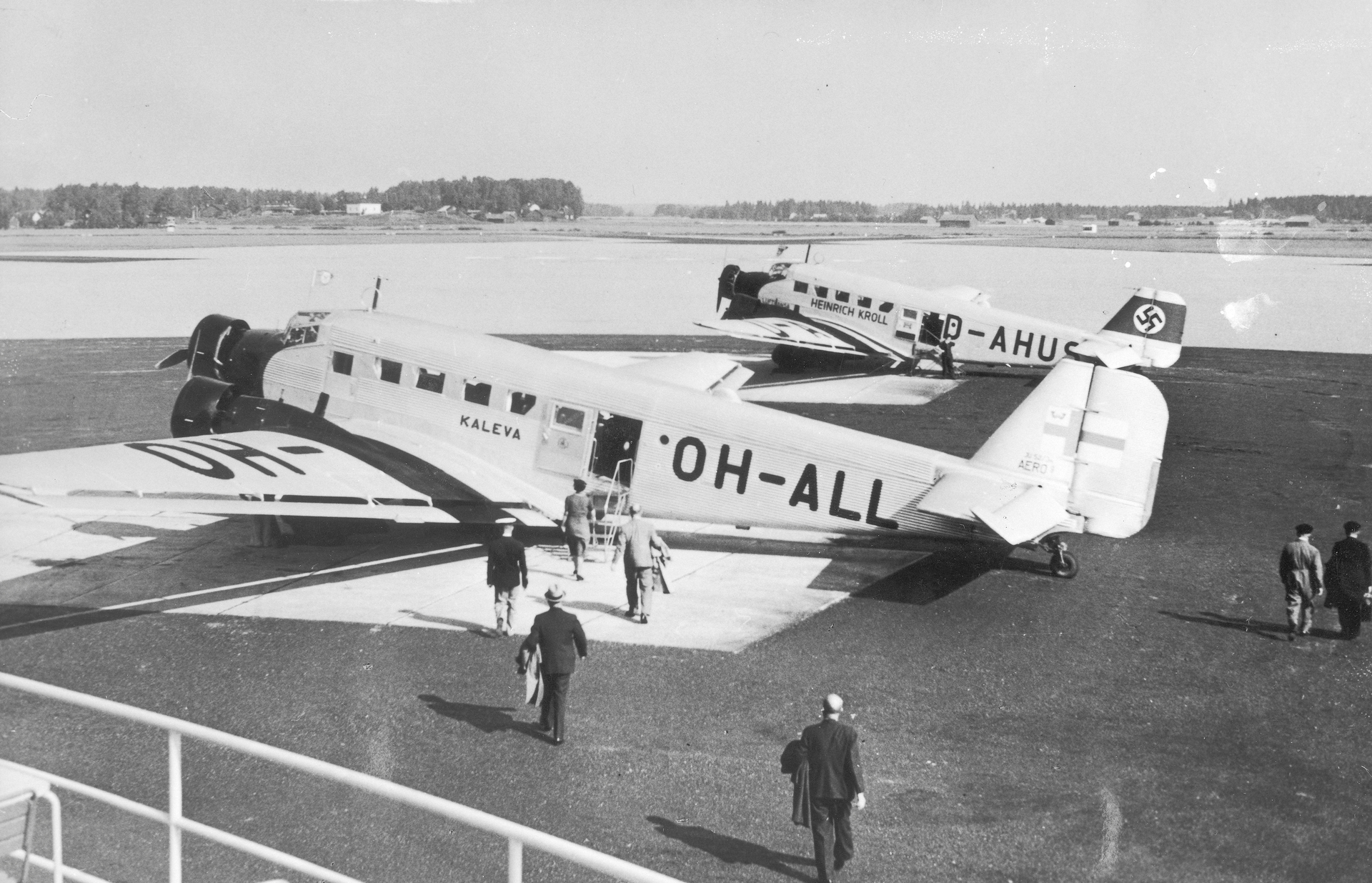
芬蘭航空和汉莎航空的两架Ju 52運輸機在马尔米机场；这架芬航飞机于1940年卡勒瓦 (飞机)

赫尔辛基-马尔米机场（芬蘭語：Helsinki-Malmin lentoasema，IATA：HEM，ICAO：EFHF），曾是芬兰赫尔辛基的一座民用机场，位于市中心东北方向约10千米处的马尔米区域。
赫尔辛基-马尔米机场于1936年建成开放，在1952年赫尔辛基-万塔机场开通之前，马尔米机场一直是赫尔辛基、乃至芬兰全国的主机场。目前该机场主要用于通用航空。
赫尔辛基市政当局曾计划将赫尔辛基-马尔米机场关闭，以利用其所占据的土地来建设新的居民区。但这项计划由于争议太大，长期被搁置，未来进展尚不明朗。但机场跑道已于2021年3月14日关闭。